# Volkswagen Phaeton
Volkswagen Phaeton — первый автомобиль представительского (F) класса за всю 70-летнюю историю Volkswagen. С 2002 по 2016 год производилась ручная сборка на заводе Gläserne Manufaktur в Дрездене в Германии. Прототип автомобиля, под рабочим названием Concept D, впервые был представлен в 1999 году на Франкфуртском автосалоне. С апреля 2007 года является первым автомобилем высшего класса, который с дизельным двигателем V6-TDI (V-образный турбодизель) выполнил нормы экологического стандарта Евро-5.
Название автомобиля происходит от имени героя греческой мифологии Фаэтона. Первоначально в транспорте фаэтонами назывались лёгкие открытые конные экипажи, в дальнейшем название перешло на легковые автомобили с мягким открывающимся верхом. Отдельные модели автомобилей с названием «Фаэтон» выпускались в разные годы начала XX века фирмами Škoda, Horch, Packard.
Всего за полтора десятка лет было выпущено 84 325 экземпляров модели Volkswagen Phaeton, хотя первоначально компания планировала продавать по 20 тысяч автомобилей ежегодно.

## Модификации
- Volkswagen Phaeton 3.0 V6 (250 л. с.) (с 2013 года, только для рынка Китая)
- Volkswagen Phaeton 3.2 V6 (241 л. с.) (с 2002 года)
- Volkswagen Phaeton 3.6 V6 (280 л. с.) (с 2009 года)
- Volkswagen Phaeton 4.2 V8 (335 л. с.)
- Volkswagen Phaeton 3.0 TDI (224 л. с.) (с 2005 года)
- Volkswagen Phaeton 5.0 TDI (313 л. с.) (с 2003 года)
- Volkswagen Phaeton 6.0 W12 (450 л. с.) (с 2002 года)

## Phaeton 6.0 W12
Максимальная скорость, км/ч 250/285
Время разгона с места до 100 км/ч, с 6.1
Минимальный радиус поворота, м 6/6.25
Объем багажника min/max, л 500
Двигатель VOLKSWAGEN PHAETON 6.0 W12
Тип впрыск бензина
Расположение
Рабочий объём, см³ 5998
Степень сжатия 10,75
Число и расположение цилиндров 12 цил. W-обр.
Диаметр цилиндра х ход поршня, мм 84х90.2
Число клапанов 48
Мощность, л. с./ об/мин 450/6050
Максимальный крутящий момент, Нм / об/мин 560/2750
Трансмиссия VOLKSWAGEN PHAETON 6.0 W12
Тип 5-АКПП
Подвеска VOLKSWAGEN PHAETON 6.0 W12

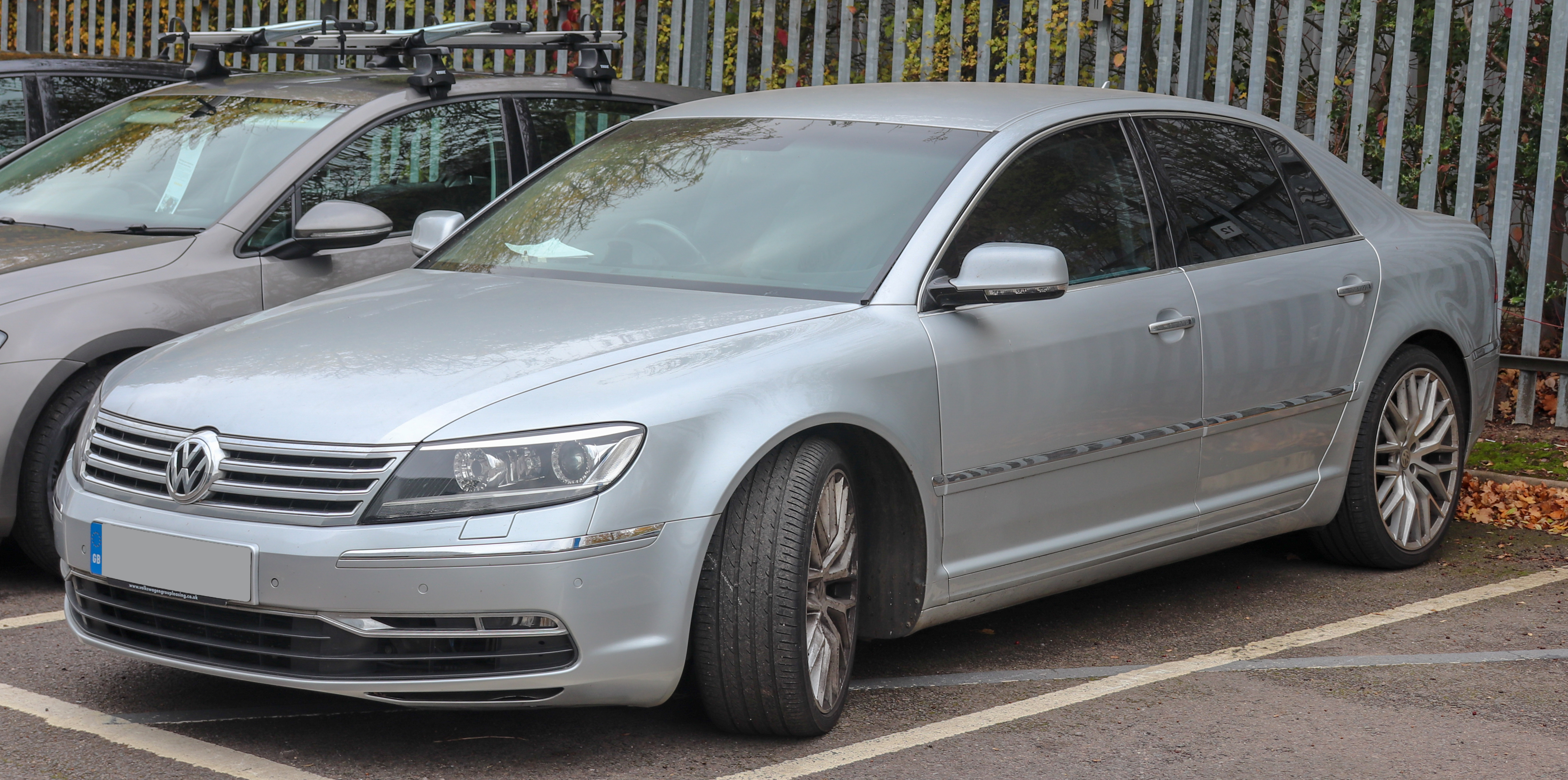
Рестайлинг. с 2010 года.

- Рестайлинг. с 2010 года.Передних колес: несущий кузов с подрамниками, передний мост с подвеской на двойных поперечных рычагах, пневматическая подвеска с регулировкой дорожного просвета, стабилизатор поперечной устойчивости, амортизатор с электронной регулировкой.
- Задних колес: задний мост на трапециевидных рычагах, пневматическая подвеска с регулировкой дорожного просвета, стабилизатор поперечной устойчивости, амортизатор с электронной регулировкой.

Размер шин 255/45/18
Тормоза VOLKSWAGEN PHAETON 6.0 W12
- Передние: Дисковые вентилируемые
- Задние: Дисковые вентилируемые

Топливо (98)
- Расход топлива по нормам 93/116/EEC, л/100км VOLKSWAGEN PHAETON 6.0 W12
  - Городской цикл: 21,2
  - Загородный цикл: 10,5
  - Смешанный цикл: 14,5

## 2011 модельный год

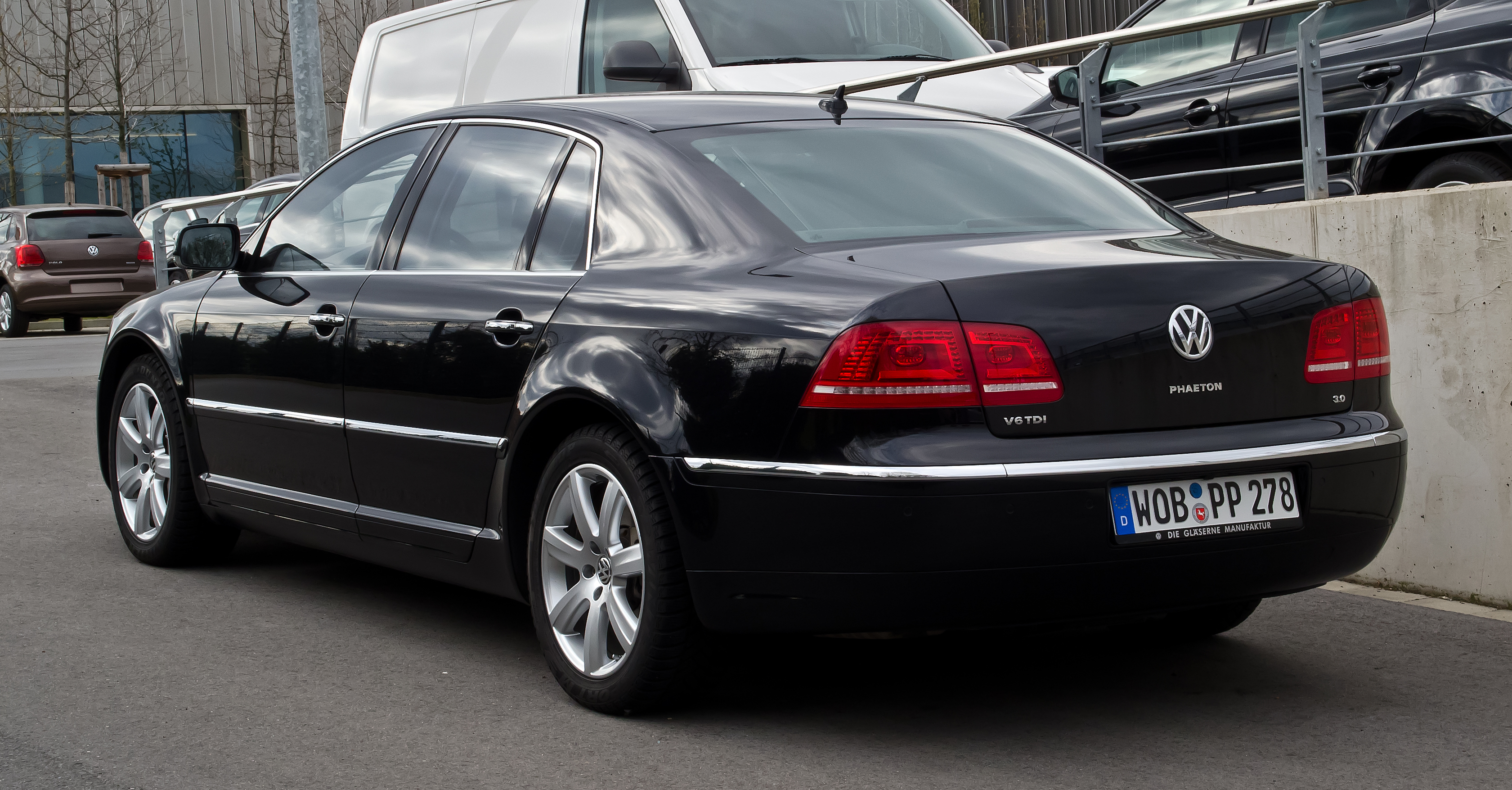
Вид сзади

В конце апреля 2010 года на международном автошоу в Пекине состоялся мировой дебют рестайлингового Volkswagen Phaeton. Внешне обновлённый седан отличается от предшественников передней частью, которую привели в соответствие с современным модельным рядом Volkswagen. Автомобиль существует в «коротком» и «длинном» исполнениях (5060 и 5180 мм), уже в базовой комплектации присутствуют адаптивная пневмоподвеска всех колёс и постоянный полный привод.
Обновилась гамма моторов: помимо предлагавшихся ранее бензинового 3,2-литрового V6 и 3-литрового турбодизеля со второй половины года появляется возможность заказать Phaeton с бензиновыми V8 мощностью 335 л. с. и W12 мощностью 450 л. с.
Phaeton 2011 модельного года стал второй в ряду Volkswagen машиной, получившей систему автоматического регулирования света фар Dynamic Light Assist в качестве опции. Volkswagen Phaeton 2011 будет доступен с двумя вариантами исполнения второго ряда сидений — двух- или трёхместным.
Последний Phaeton сошёл с конвейера в Дрездене в 2016 году.